# Raqqada

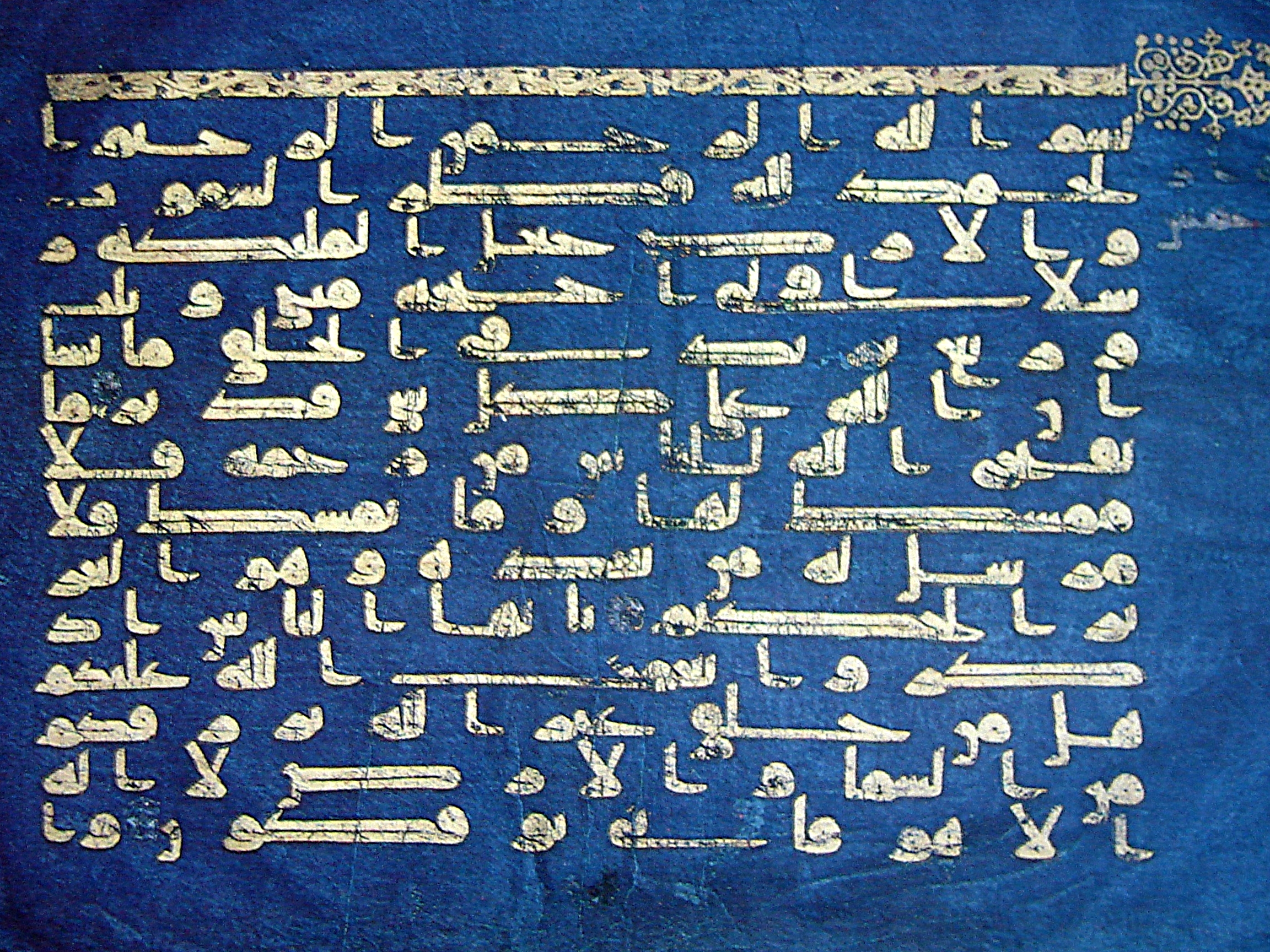
El Corán azul, obra expuesta en el Museo de Arte Islámico de Raqqada.

Raqqada es una antigua ciudad de Túnez y un yacimiento arqueológico, que está situada a unos 10 km al suroeste de Kairuán, la anterior capital del vilayato (o provincia) omeya de Ifriqiya, que fue fundada por el noveno emir aglabita Ibrahim II Abú Ishaq ibn Ahmed de Ifriqiya, en el año 867 para hacerla su capital palaciega del año 877 hasta el final de su dinastía en 909, trasladándola de la anterior capital-palacio, El Abbasiyya. 

## Historia
La tradición cuenta que en el año 867 Ibrahim II sufría en el palacio de El Qadim (Qsar al-Qadim) de El Abbasiyya de un profundo insomnio, hasta el punto de que su médico personal, Ishaq ibn Omrán, le aconsejó pasear por el campo de los alrededores hasta que encontrase un lugar donde pudiera dormir.
El lugar fue Raqqada, donde Ibrahim II empezó a construir su ciudad-palacio de descanso, empezando por una gran mezquita y rodeándola de mercados, baños y espléndidos palacios, los más famosos de los cuales fueron Qsar al-Fath (el palacio de la Conquista, donde Ibrahim II, emir desde 875, hizo formalmente la transferencia de la capitalidad de El Abbasiyya a Raqqada en el año 877), Qsar al-Sahn (el palacio del Patio), Qsar Baghdadi (el palacio de Bagdad), Qsar al-Mojtar (el palacio escogido) o Qsar al-Bahr (el palacio del Lago), todos ellos bien equipados con agua potable gracias a la instalación de nuevos estanques (fesqiats) y rodeados de magníficos y extensos jardines. La ciudad palaciega gozaba de ciertas libertades que no se permitían en Kairuán, dominada por el rigor malikí, como la venta y consumo del nabid, una bebida estimulante.
La ciudad, que creció en torno al complejo palaciego y estuvo rodeada de murallas de ladrillo de unos 10 km de longitud, según cuenta el geógrafo y botánico hispanoárabe Abu Abdullah al-Bakri en su Kitâb al-Masâlik wa'l-Mamâlik (El libro de los caminos y los reinos), con siete puertas abiertas en ellas (siendo Bab al-Qayrawan, la puerta de Kairuán, la que se conserva en mejor estado en nuestros días), es ahora un complejo arqueológico pues fue abandonada cuando los fatimíes expulsaron al último emir aglabí Ziyadat Alá III Abú Mudar ibn Abdalá, que no pudo evitar el declive de su dinastía: cuando su ejército fue aplastado por el naciente poder de los fatimíes, abdicó del emirato y huyó a Bagdad antes de establecerse en Palestina. El vencedor, un dirigente local ismailí chiita proveniente del oriente de Argelia, llamado Abdalá al-Mahdi Billah, se proclamó califa el año 909 en Raqqada y fue esta ciudad la primera capital del imperio fatimí hasta que se trasladó a Mahdia el año 921. Una vez dejó de ser la capital, Raqqada se despobló y al cabo de unos años estaba en ruinas. En 953 el califa fatimí al-Muizz la hizo arrasar para aprovechar los materiales en su capital junto a Kairuán, Al-Mansuriya, y sólo quedaron los huertos y jardines. Al-Muizz conquistó Egipto y trasladó el centro de gravedad del califato fatimí hacia el este, fundando su nueva capital en al-Qāhiratu l-Muˤizzīyatu (la victoria de al-Muizz), es decir, El Cairo.

## El yacimiento y museo
Los restos que se conservan son una cisterna o estanque rectangular que probablemente constituía el antiguo Bahr (Lago) que daba nombre a uno de los palacios; en medio tenía un pabellón de cuatro plantas del que no queda nada, en la parte occidental quedan restos de un edificio que probablemente se reflejaba en el agua del mencionado lago visto desde el Qsar al-Bahr, y de lo que se distinguen tres salas pavimentadas, en el estilo árabe de la época que estaba muy cercano al arte cristiano local. El Instituto Nacional de Arqueología de Túnez ha hecho algunas campañas de excavaciones desde el año 1962 y los hallazgos se han depositado el Museo Nacional de Arte Islámico de Túnez en Raqqada, creado junto al yacimiento arqueológico en 1986, en un edificio que fue anteriormente un palacio presidencial de la República de Túnez. 
Este museo está especializado en arte islámico medieval aglabí y aparte de los hallazgos in situ, tiene una buena colección de manuscritos y de páginas del Corán, incluyendo el famoso Corán azul escrito en letras doradas que ilustra este artículo; también posee un buen conjunto de cerámica y vasos de cristal, bronces y sobre todo monedas islámicas representativas de diferentes épocas medievales.